# Ell i la seva enemiga
 Ell i la seva enemiga  (original: Tall in the Saddle) és un western estatunidenc dirigit per Edwin L. Marin, estrenat el 1944, i doblat al català

## Argument
Rocklin pren la diligència per a arribar al ranxo de Cardell que l'acaba de contractar. Llavors coneix el seu conductor, el vell Dave, i dues viatgeres, Clara Cardell i la seva tia Elizabeth Martin. Aquestes són les hereves de Cardell, que acaba de ser assassinat, i del qual el jutge Garvey s'encarrega de la successió. Rocklin es nega a treballar per les dues dones i, arribat a lloc, accepta l'oferta de feina de Harolday, la nora del qual és Arleta, una orgullosa salvatge...

## Repartiment
- John Wayne com a Rocklin

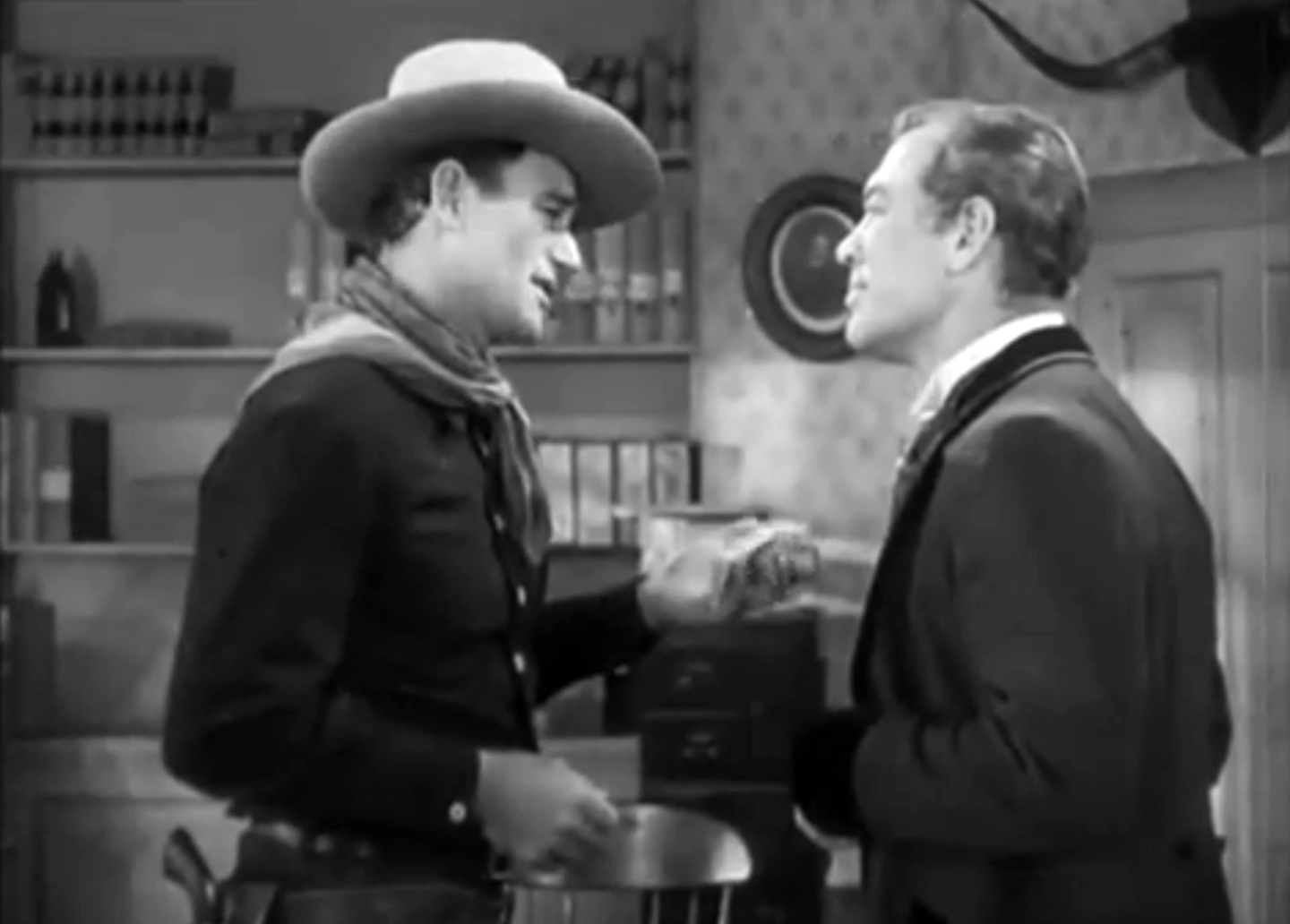
Escena amb John Wayne i Ward Salt

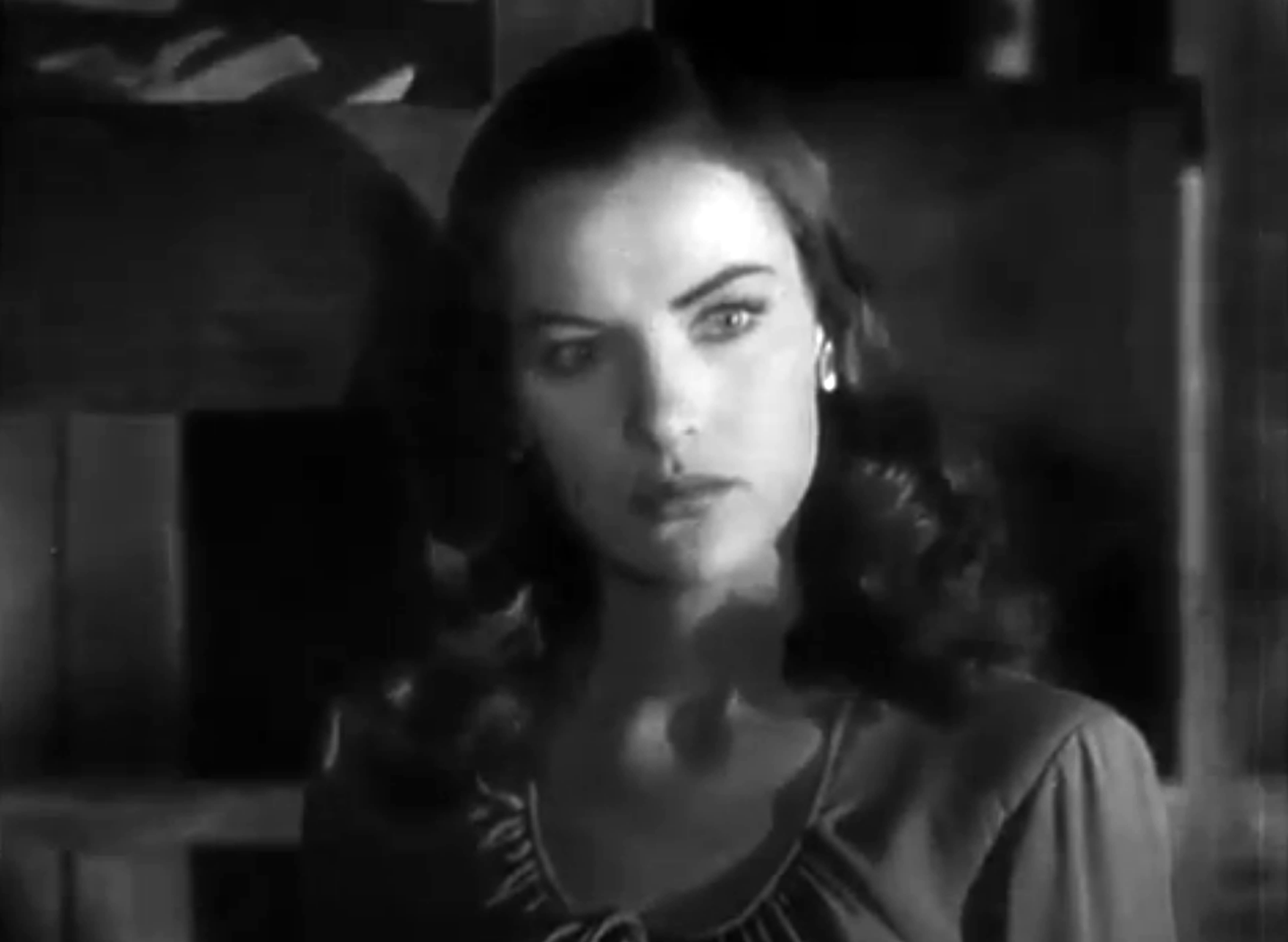
Ella Raines en una escena de la pel·lícula

- Ella Raines com a Arleta 'Arly' Harolday
- Ward Bond com el jutge Robert Garvey
- George "Gabby" Hayes com a Dave
- Audrey Long com a Clara Cardell
- Elisabeth Risdon com la tia Elizabeth Martin
- Donald Douglas com a Harolday
- Paul Fix com a Bob Clews
- Russell Wade com a Clint Harolday
- Emory Parnell com el xèrif Jackson
- Raymond Hatton com a Zeke
- Harry Woods com a George Clews

I, entre els actors que no surten als crèdits:
- Frank Puglia com a Tato
- Russell Simpson com a Pat Foster
- Ben Johnson com un vilatà